# NHK 지바 방송국

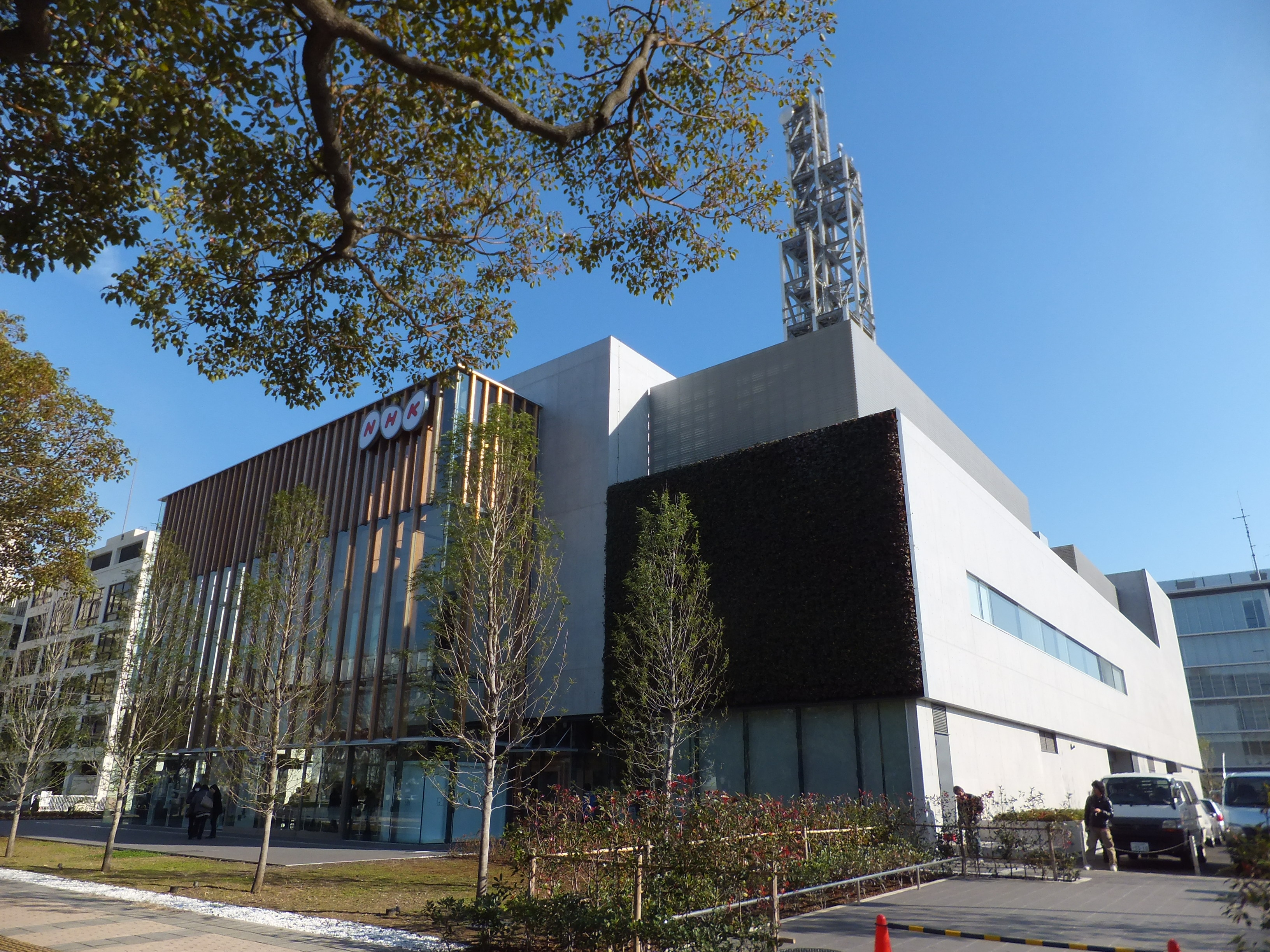
NHK 지바 방송국

NHK 지바 방송국(千葉 放送局)은 지바현을 방송구역으로 하는 NHK의 지역방송국이며 FM라디오 방송을 담당하고 있다.
중파 라디오·텔레비전 방송은 도쿄방송국이 담당하고 있다.

## 연혁
- 1943년 10월 1일 - 총무국 지바 출장소 개설.
- 1948년 5월 1일 - 지바 출장소를 지바 지국으로 개칭.
- 1951년 7월 1일 - 치바 지국을 지바 방송국으로 개칭(송신 설비 없음).
- 1971년 8월 28일 - 지바 방송국 FM방송 개시(호출 부호 JOMP-FM).
- 2002년 3월 13일 - 지바 방송국에서 아날로그 텔레비전(종합 텔레비전) 중계 개시.

## 주파수 일람
- FM방송(콜사인:JOMP-FM)
  - 미야마 중계국 80.7MHz
  - 다테야마 중계국 79.0MHz
  - 시라하마 중계국 82.9MHz
  - 가쓰우라 중계국 83.7MHz
  - 조시 중계국 83.9MHz

## 지바현에 있는 다른 텔레비전·라디오 방송국
- 지바 TV(CTC)(독립 텔레비전 방송국)
- 베이FM(독립 라디오 방송국)